# Хюбнерит
Хюбнеритът е манганово-волфрамов минерал, с обща формула MnWO4. Това е минерал, който се използва за добив на волфрам. Формира кафяво-червени до черни моноклинални, призматични кристали. Притежава относително висока относителна плътност - около 7,15. Твърдостта му по скалата на Моос е 4,5.
За първи път е описан през 1865 година и е наименован в чест на германския минеролог Адолф Хюбнер.